# Samori

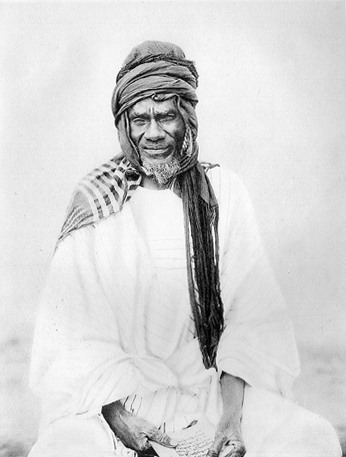
Samori läsande Koranen.

Samori föddes omkring, 1833 och dog 2 juni 1900, var en framgångsrik ledare för ett rike i Västafrika, dåvarande Västra Sudan, från 1870-talet till 1898. 
Samori föddes i en familj som avfallit från islam till hedendomen. Från 1861 började han sätta upp en sträng disciplinerad militär styrka och konverterade till islam. På 1870-talet etablerade han andlig och världslig kontroll över ett större landsområde, och som vid 1885 hade en areal motsvarande två tredje delar av Frankrike. Samori visade sig vara en begåvad strateg och diplomat som försökte balansera mellan den engelska och franska kolonialmakten i Västafrika. Frankrike genomförde ett antal fälttåg mellan 1881 och 1885 där de hade ett militärt övertag - till exempel i en två veckors kampanj i juni 1885 förlorade Samori 900 man medan fransmännen bara hade 2 döda. Vid freden 28 mars 1886 erkände Frankrike Samori som härskare över sitt rike och Samori erkände franskt protektorat över landet. År 1887 och 1889 reviderades fördraget. Efter flera gränskonflikter bröt Samori med Frankrike i maj 1891. Under det efterföljande sjuårskriget använde sig Samori av brända jordens taktik och evakuerade sitt folk till otillgängliga trakter och undvek militära drabbningar. Under en kampanj 1898 togs Samori till fånga och förvisades till Gabon där han dog av lunginflammation.
Den franska kolonialmakten utmålade Samori som en grym, blodig och hänsynslös diktator, även om man respekterade hans militära kunskaper och frihetsanda. Han fick därför tillnamnen "Sudans Bonaparte" och "Afrikas Vercingetorix". I den postkoloniala historieskrivningen lyfts Samori som en stor hjälte och frihetskämpe i det afrikanska motståndet.
Hans sonson, Seku Touré, blev Guineas president.